# عصام بادة
عصام بدة (مواليد 10 مايو 1983 في الخميسات)، هو لاعب كرة قدم مغربي يلعب لنادي الفتح الرباطي ومنتخب المغرب لكرة القدم كحارس مرمى. بدأ عصام بدة مسيرته الرياضية عام 2005 مع نادي اتحاد الخميسات.

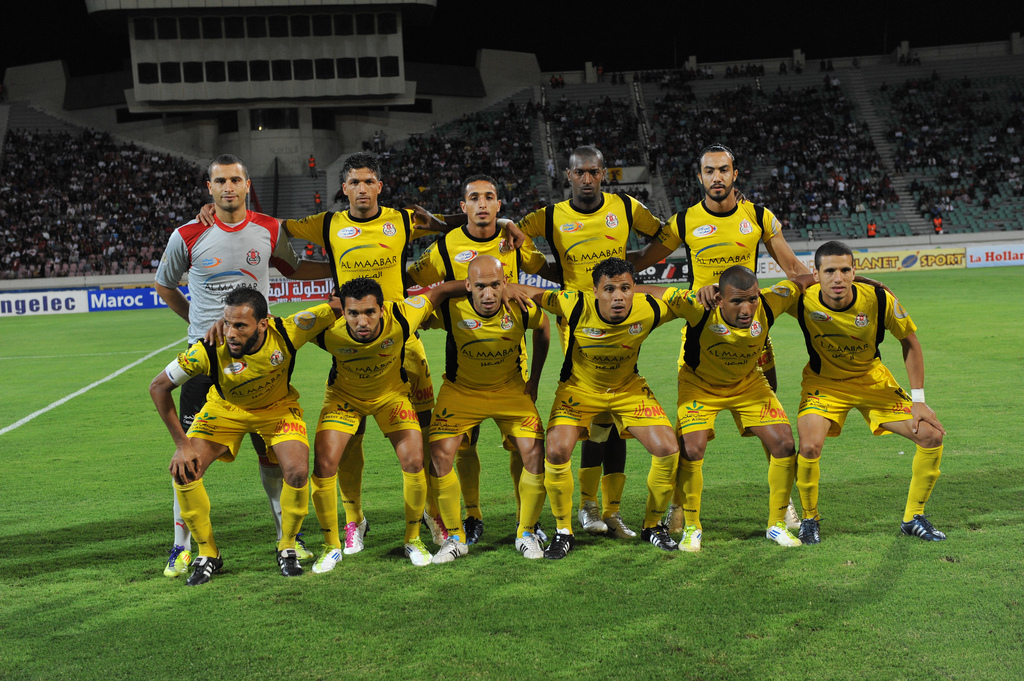
عصام بدة رفقة فريقه الفتح الرباطي

## روابط خارجية
- عصام بادة على موقع قاعدة بيانات كرة القدم.إي يو (الإنجليزية)
- عصام بادة على موقع ناشيونال فوتبول تيمز (الإنجليزية)